# Pachydissus schmutzenhoferi
Pachydissus schmutzenhoferi es una especie de escarabajo longicornio del género Pachydissus, tribu Cerambycini, subfamilia Cerambycinae. Fue descrita científicamente por Holzschuh en 1990.

## Descripción
Mide 19,8-29 milímetros de longitud.

## Distribución
Se distribuye por Bután e India.